# Валентина Матвиенко
Валентина Ивановна Матвиенко (на руски: Валентина Ивановна Матвиенко) е руски политик, председател на Съвет на федерацията на Русия от 21 септември 2011 г.

## Биография
Родена е на 7 април 1949 г. в Шепетовка, Хмелницка област, Украйна. През 1972 г. завършва Ленинградския химико-фармацевтически институт, а през 1985 г. – Академията на обществените науки при ЦК на КПСС.
В периода 1991 – 1998 г. заема няколко дипломатически поста, включително посланик в Малта (1991 – 1995) и в Гърция (1997 – 1998).
През 1998 г. става заместник-председател на правителството на Руската федерация и остава на този пост до 2003 г. През март 2003 г. е назначена за пълномощен представител на президента на Руската федерация в Северозападния федерален окръг. През 2003 г. е избрана за губернатор на Санкт Петербург. Кандидатурата ѝ е подкрепена от партията „Единна Русия“.
Валентина Матвиенко е омъжена. Има син Сергей Матвиенко, р. 1973 г.